# Эшпиньейру (Алканена)
Эшпиньейру (порт. Espinheiro) — район (фрегезия) в Португалии, входит в округ Сантарен. Является составной частью муниципалитета Алканена. По старому административному делению входил в провинцию Рибатежу. Входит в экономико-статистический субрегион Медиу-Тежу, который входит в Центральный регион. Население составляет 652 человека на 2001 год. Занимает площадь 9,83 км².